# إد ميريل
إد ميريل (بالإنجليزية: Ed Merrill)‏ هو لاعب كرة قاعدة أمريكي، ولد في 22 مايو 1860 في مايسفيل في الولايات المتحدة، وتوفي في 29 يناير 1946 في إلموود بارك في الولايات المتحدة.

## وصلات خارجية
- إد ميريل على موقعبيزبول رفرنس.كوم (الدوري الرئيسي) (الإنجليزية)
- إد ميريل على موقعبيزبول رفرنس.كوم (الدوري الثانوي) (الإنجليزية)